# مدرسة الدراسات الدولية والسياسية العليا
مدرسة الدراسات الدولية والسياسية العليا (بالفرنسية: École des hautes études internationales et politiques - HEIP)‏ هي مؤسسة جامعية فرنسية خاصة، تأسست سنة 1899 في باريس، ومختصة في العلاقات الدولية والعلوم السياسية.

## التاريخ
سنة 1899، قامت المفكرة الفرنسية ديك ماي بتأسيس مدرسة الدراسات الاجتماعية العليا (Ecole des Hautes Etudes Sociales) في باريس بهدف التركيز على علم الاجتماع كمادة مهمة في التكوين والتعليم بعيدا عن الطرق الكلاسيكية للتربية، وذلك في خضم قضية دريفوس التي هزت المجتمع الفرنسي أنذاك.
كانت هيئة التدريس تضم شخصيات مرموقة من أساتذة السربون وسياسيين ومثقفين مثل المؤرخ أناتول لوروا بوليو والفيلسوف جورج سيرويل وعالم الإجتماع إميل دوركايم والروائيين أناتول فرانس وتشارلز بيغوي والسياسيين بول ديشانيل وليون بورجوا. سطع نجم المدرسة سريعا مما دعاها لتركيز مدرسة للآداب والأخلاق ومدرسة للصحافة ومدرسة للفنون بداخلها، وهاته الأخيرة كان أدارها لفترة ما الروائي رومان رولان واستضافت عدة فنانين مثل غابرييل فوري وموريس رافيل وكلود ديبوسي.
بعد الحرب العالمية الأولى، تحولت المدرسة إلى ثلاثة فروع، الدراسات الدولية العليا والدراسات السياسية العليا ومدرسة الصحافة، بينما أغلقت كل من مدرسة الآداب والأخلاق ومدرسة الفنون. طيلة القرن العشرين، توالى على هيئة التدريس العديد من الشخصيات الفرنسية المعروفة في المجالات السياسية والفكرية والأكاديمية والصحافية. اتخذت المدرسة اليوم اسم مدرسة الدارسات الدولية والسياسية العليا.
في 1986، تم تأسيس مركز الدارسات الدبلوماسية والإستراتيجية (CEDS) التابع للمدرسة الذي يمكن من الحصول على درجة الدكتوراه، وهو في نفس الوقت مجمع تفكير في مجالات الدبلوماسية والعلاقات الدولية.
كانت المدرسة على ملك مجموعة لورييت يوديكايشن، قبل أن تنضم سنة 2016 لمجموعة INSEEC التي أصبحت لاحقا أومناس إيدوكاسيون.

## الحرم الجامعي
يقع الحرم الجامعي الأساسي للمدرسة في حي الأعمال لا ديفونس غربي باريس. بينما افتتحت عدة فروع في لندن سنة 2009 وفي ليون سنة 2019 وبوردو سنة 2022 ورين سنة 2023.

## الشهائد
يمكن الإنضمام لبرنامج باشلور (Bachelor) للحصول على هاته الشهادة بعد ثلاثة سنوات (الموافقة لشهادة ليسانس)، ثم ماجستير العلوم (MSc) على سنتين.

بعد ذلك يمكن الإنضمام لمركز الدارسات الدبلوماسية والإستراتيجية (CEDS) التابع للمدرسة للحصول على درجة الدكتوراه.

## روابط خارجية
- الموقع الرسمي.